# Blonde (album của Frank Ocean)
Blonde (viết cách điệu blond) là album phòng thu thứ hai của nghệ sĩ thu âm người Mỹ Frank Ocean. Album được phát hành ngày 20 tháng 8 năm 2016 Album có sự xuất hiện của dàn ca sĩ khách mời gồm Beyonce, Rosie Watson, Kendrick Lamar, Yung Lean, Austin Feinstein, Andre 3000, Sebastian, James Blake, Kim Burel, Playboi Carti, KOHH và Loota. Frank Ocean tự sản xuất album của mình, cùng với Pharrell, Tyler, the Creator, Jamie xx, Rostam, Bob Ludwig, và nhiều người khác. Đĩa đơn xúc tiến cho album là "Nikes" 

## Bôi cảnh
Vào ngày 21, 2013, Ocean xác nhận anh đang làm việc để cho ra lò đứa con tinh thần thứ 2. Frank tiết lộ anh đang làm việc chung với Tyler, The Creator, Pharrell Williams, và Danger Mouse cho sản phẩm lần này. Sau đó anh khẳng định lúc này bản thân đang bị ảnh hưởng bởi The Beach Boys và The Beatles. Frank cũng cho biết anh hứng thú trong việc cộng tác với Tame Impala và King Krule và sẽ thu âm một phần album ở đảo Bora Bora  Vào tháng 4 năm 2014, Frank Ocean nói rằng album phòng thu thứ 2 đã gần như hoàn tất. 

## Ra mắt và quảng bá
Vào ngày 6 tháng 4 năm 2015, Ocean thông báo rằng album tiếp theo channel ORANGE sẽ được phát hành vào tháng 7. Cuối cùng album đã không được ra mắt vào tháng 7, với không một lời giải thích nào được đưa ra. 
Mãi một năm sau. Ngày 20 tháng 7, album đã được phát hành độc quyền trên iTunes và Apple Music.

## Đĩa đơn
"Nikes" là đĩa đơn mở đường cho album. Ca khúc được sản xuất bởi Ocean. 

## Tiếp nhận phê bình
Blonde nhận được vô vàn phản hồi tích cực từ các nhà phê bình. Trên trang Metacritic, album được điểm trung bình 87 trên thang điểm 100.Tim Jonze ca ngợi đây là "một trong những bản thu âm lôi cuốn nhất và lạ lùng nhất từng được làm ra" trong bài đánh giá của anh trên tờ The Guardian, cây viết còn nhận thấy album này đặt nặng tính thử nghiệm và kết cấu giống như Kid A (2000) của Radiohead và Third (1974) của Big Star. Trên tờ Chicago Tribune, Greg Kot đã đặc biệt ấn tượng bởi sự liền mạch trong bố cục và kỹ năng xử lý audio để tạo 2 giọng hát khác biệt, giống như những nhân vật trong một vở kịch, và một chủ đề xuyên suốt album có lẽ là thành công lớn nhất mà album đạt được. Blonde thậm chí được Pitchfork xếp hạng top 1 trong danh sách top 200 album hay nhất thập kỷ và hạng 79 trong top 500 album vĩ đại nhất mọi thời đại của Rolling Stone 

## Danh sách ca khúc
| STT              | Nhan đề          | Sáng tác                                                                    | Producer(s)                            | Thời lượng |
| ---------------- | ---------------- | --------------------------------------------------------------------------- | -------------------------------------- | ---------- |
| 1.               | "Nikes"          | Christopher Francis Ocean Carl Palmer Harry Palmer Jeff Palmer              | Frank Ocean                            | 5:14       |
| 2.               | "Ivy"            | Ocean                                                                       | Ocean ROSTAM Jamie xx                  | 4:09       |
| 3.               | "Pink + White"   | Ocean Pharrell Williams Tyler Okonma                                        | Ocean Williams Tyler, the Creator [b]  | 3:04       |
| 4.               | "Be Yourself"    | Rosie Watson                                                                | Ocean                                  | 1:26       |
| 5.               | "Solo"           | Ocean Todd Rundgren                                                         | Ocean                                  | 4:17       |
| 6.               | "Skyline To"     | Ocean Okonma Kendrick Duckworth                                             | Ocean Tyler, the Creator               | 3:04       |
| 7.               | "Self Control"   | Ocean Austin Feinstein Jonatan Håstad                                       | Ocean                                  | 4:09       |
| 8.               | "Good Guy"       | Ocean                                                                       | Ocean                                  | 1:06       |
| 9.               | "Nights"         | Ocean Michael Uzowuru                                                       | Ocean Michael Uzowuru Buddy Ross Vegyn | 5:07       |
| 10.              | "Solo (Reprise)" | André Benjamin                                                              | Ocean Mike Dean                        | 1:18       |
| 11.              | "Pretty Sweet"   | Ocean                                                                       | Ocean                                  | 2:37       |
| 12.              | "Facebook Story" | Sebastian Akchoté-Bozovi                                                    | Sebastian                              | 1:08       |
| 13.              | "Close to You"   | Ocean Burt Bacharach Harold David Francis Starlite Stevland Morris          | Ocean Vegyn                            | 1:25       |
| 14.              | "White Ferrari"  | Ocean John Lennon James Litherland Paul McCartney                           | Ocean                                  | 4:08       |
| 15.              | "Seigfried"      | Ocean Lennon McCartney George Harrison Elliott Smith Ringo Starr            | Ocean Bob Ludwig                       | 5:34       |
| 16.              | "Godspeed"       | Ocean Kimberly Burrell                                                      | Ocean                                  | 2:57       |
| 17.              | "Futura Free"    | Ocean Mikey Alfred Dave Allen Hugo Burnham Sage Elsesser Andy Gill Jon King | Ocean                                  | 9:24       |
| Tổng thời lượng: | Tổng thời lượng: | Tổng thời lượng:                                                            | Tổng thời lượng:                       | 60:08      |

## Vị trí trên BXH
| BXH(2016)                           | Vị trí cao nhất |
| ----------------------------------- | --------------- |
| Italian Album (FIMI)                | 6               |
| New Zealand Album (RMNZ)            | 1               |
| Thụy Điển Album (Sverigetopplistan) | 2               |